# Koronída (Argolide)
Ne doit pas être confondu avec Koronida.
Koronída ou Kiládi, Kiládia, en grec moderne : Κορωνίδα, Κοιλάδι, Κοιλάδια, est un îlot inhabité, dans le dème d'Hermionide, district régional d’Argolide, en Grèce. Koronída est situé au large de Kiláda.